# Anton Cosma
Anton Cosma (n. 4 mai 1940, Tiur, Alba, România – d. 17 noiembrie 1991, Târgu Mureș, România) a fost un critic și istoric literar român.

## Biografie
S-a născut în familia notarului Augustin Cosma și al soției sale, Aurelia (n. Berghian). A urmat școala elementară și Liceul „Iacob Mureșianu” din Blaj (absolvit în 1957), apoi Facultatea de Filologie a Universității „Babeș-Bolyai” din Cluj, pe care a absolvit-o în 1963. După absolvirea studiilor universitare a lucrat ca profesor de limba și literatura română la Dumbrăveni.
A debutat publicistic în 1969 în revista România literară, colaborând apoi cu articole și studii de critică și istorie literară în paginile revistelor culturale Vatra (al cărei redactor a fost începând din 1981), Tribuna, Transilvania, România literară, Steaua, Astra, Familia, Revue roumaine, Cahiers roumaine d’études littéraires și Igaz Szó. A editat și prefațat volumul Ioan Slavici, Romanele vieții (1979). A scris, de asemenea, poezii și piese de teatru, care au rămas în manuscris ca urmare a morții premature a autorului.

## Activitate literară
Anton Cosma a fost consacrat ca istoric și critic literar de cele trei volume de sinteză dedicate romanului românesc: Romanul românesc și problematica omului contemporan (1977), Geneza romanului românesc (1985; distins cu Premiul Asociației Scriitorilor din Târgu Mureș) și Romanul românesc contemporan: 1945-1985 (vol. I, Realismul, 1988; vol. II, Metarealismul, 1998).
Studiul Geneza romanului românesc (1985) ocupă o poziție centrală în opera autorului, investigând cronologic, cu mijloacele sociologiei moderne, începuturile romanului românesc de la imitația romanelor franceze și italiene (Nicolae Filimon) până la formarea unei ficțiuni epice autohtone spre sfârșitul secolului al XIX-lea (Ion Creangă, Ioan Slavici și Duiliu Zamfirescu). Anton Cosma susține că romanul românesc este rezultatul unor „deformări succesive ale povestirii”, adică își are originea în proza populară, legende, basme, narațiuni religioase, cronici și letopisețe, jurnale de călătorie și memorii. Acest proces complex de metamorfoză este respins de Nicolae Manolescu, care afirmă că romanul românesc ar fi apărut, ca urmare a cererii publicului, prin imitarea romanelor occidentale populare. În ciuda acestei controverse, opiniile majorității criticilor au fost favorabile. Adrian Marino observa că investigația critică a lui Cosma este „scrisă cu ușurință, cursiv, și chiar cu un anumit «condei»”, în timp ce Nicolae Manolescu o considera „un studiu foarte ambițios, cu multe puncte de vedere personale, fără însă acoperirea unor argumente totdeauna judicioase”.
Celelalte două studii literare sunt dedicate romanului contemporan. Romanul românesc și problematica omului contemporan (1977) urmărește evoluția postbelică a romanului românesc, plasând-o sub influența realismului, în timp ce studiul Romanul românesc contemporan (1988, 1998) realizează o panoramă vastă a romanelor românești apărute între anii 1945 și 1985, delimitând trei etape în evoluția romanului contemporan: momentul 1950 (al „Dogmei «Utopiei»”), momentul 1960 (al „Adevărului”) și momentul 1980 (al „Romanului ca literatură”).

## Opera
- Romanul românesc și problematica omului contemporan, Ed. Dacia, Cluj-Napoca, 1977;
- Geneza romanului românesc, Ed. Eminescu, București, 1985;
- Romanul românesc contemporan: 1945-1985 (vol. I, „Realismul”, Ed. Eminescu, București, 1988; vol. II, „Metarealismul”, Presa Universitară Clujeană, Cluj-Napoca, 1998).